# 婚前契約
婚前契約（こんぜんけいやく）とは、結婚をする前に結婚に関する取り決めをしておき、契約書・覚書を作成しておくこと。その書は「婚前契約書」のほか「婚前同意書」とも呼ばれる。
日本ではあまり一般的な習慣ではないが、夫婦共有財産の範囲を厳密に決める傾向のあるヨーロッパなどの一部の文化圏では、広く行われている。
英語では「prenuptial agreement」、口語では主に略語の「prenup」が用いられ、そこから日本語ではプリナップ、プレナップのようにも表される。